# هينريتش مارشنر
هينريتش مارشنر (بالألمانية: Heinrich Marschner)‏ هو موزع وملحن ألماني، ولد في 16 أغسطس 1795 في تسيتاو في ألمانيا، وتوفي في 14 ديسمبر 1861 في هانوفر في ألمانيا.

## وصلات خارجية
- هينريتش مارشنر على موقع IMDb (الإنجليزية)
- هينريتش مارشنر على موقع الموسوعة البريطانية (الإنجليزية)
- هينريتش مارشنر على موقع ميوزك برينز (الإنجليزية)
- هينريتش مارشنر على موقع أول ميوزيك (الإنجليزية)
- هينريتش مارشنر على موقع ديسكوغز (الإنجليزية)